# Psectrocera plumigera
Psectrocera plumigera är en skalbaggsart som först beskrevs av John Obadiah Westwood 1848.  Psectrocera plumigera ingår i släktet Psectrocera och familjen långhorningar. Inga underarter finns listade i Catalogue of Life.